# Sicydium diffusum
Sicydium diffusum là một loài thực vật có hoa trong họ Cucurbitaceae. Loài này được Célestin Alfred Cogniaux miêu tả khoa học đầu tiên năm 1878.